# Cruce de Arinaga
Cruce de Arinaga è una frazione del comune di Agüimes, sull'isola di Gran Canaria. Nel 2018 contava 16.835 abitanti.
La città si trova attorno al crocevia dell'autostrada generale meridionale (GC-100), che era l'unico collegamento tra la capitale, Las Palmas de Gran Canaria e il sud dell'isola (Maspalomas), da cui si può accedere ad Agüimes o a Playa de Arinaga.

## Storia
Il nome Cruce de Arinaga è stato dato da Don Vicente Romero Suárez (insegnante e direttore della scuola locale). La costruzione di una chiesa (tuttora in uso) diede una spinta alla popolazione della zona, che sarebbe cresciuta fino a diventare il più grande centro abitato di Agüimes, superando la sede municipale stessa.
Cruce de Arinaga è una città famosa in tutto l'arcipelago per la sua squadra di calcio CD Doramas e per il suo grande centro sportivo che comprende anche un campo di futsal.
Il motore principale per lo sviluppo locale era l'area industriale dell'Arinaga, creata nel grande bacino fino alla costa da un'associazione mista di compensazione a cui partecipano il Cabildo Insular de Gran Canaria, il consiglio comunale di Agüimes e la Sociedad Estatal de Participaciones Industrial (SEPI).
Cruce de Arinaga è composta dal quartiere principale Doramas (nome utilizzato per omaggiare l'omonimo condottiero berbero) e da una seconda zona chiamata Cruce del Norte.
La strada principale in Cruce de Arinaga, Ansite Avenue, è una delle principali vie dello shopping con quattro filiali bancarie. Oggi la città è un'area di espansione demografica ed economica, ben attrezzata con strutture educative, sportive, ecc.